# Dubusia stictocephala
La tangara pechifulva sureña (Dubusia stictocephala) es una especie —o la subespecie Dubusia taeniata stictocephala, dependiendo de la clasificación considerada— de ave paseriforme de la familia Thraupidae, perteneciente al género Dubusia. Es endémica de Perú.

## Distribución y hábitat
Se distribuye por la pendiente oriental de los Andes peruanos desde el centro de Amazonas al sur hasta Cuzco.
Esta especie es considerada poco común en sus hábitats naturales: el estrato bajo y los bordes de bosques tropicales de montaña, principalmente entre los 2500 y 3500 m de altitud, frecuentemente en bambuzales Chusquea.

## Sistemática

### Descripción original
La especie D. stictocephala fue descrita por primera vez por los ornitólogos alemán Hans von Berlepsch y polaco Jean Stanislaus Stolzmann en 1894 bajo el mismo nombre científico; su localidad tipo es: «Maraynioc, Junín, Perú».

### Etimología
El nombre genérico femenino «Dubusia» conmemora al naturalista belga Bernard du Bus de Gisignies (1808–1874); y el nombre de la especie «stictocephala» se compone de las palabras del griego «stiktos» que significa ‘punteado’, y «kephalos» que significa ‘de cabeza’.

### Taxonomía
La presente especie es tratada históricamente como una subespecie de Dubusia taeniata; sin embargo, las clasificaciones Aves del Mundo (HBW), Birdlife International (BLI) y más recientemente el Congreso Ornitológico Internacional (IOC), la consideran como una especie separada, con base en diferencias morfológicas (el estriado azul hielo se extiende por toda la corona y la nuca, y la banda beige del pecho es más estrecha) y de vocalización. El Comité de Clasificación de Sudamérica (SACC) aprobó la separación en la Propuesta No 1017. Esta separación no es seguida todavía por la clasificación Clements Checklist/eBird.